# George Shirley
George Shirley (Indianapolis, 18 aprile 1934) è un tenore statunitense.

## Biografia
Nel 1955 termina gli studi musicali a Detroit e nel 1959 debutta come Eisenstein ne Il pipistrello a Woodstock.
Nel 1960 vince la competizione del National Arts Club di New York e partecipa al National Council Concert dell'aprile 1961 al Metropolitan Opera House. Nello stesso anno debutta al Met come Ferrando in Così fan tutte.
Le altre tappe principali della carriera sono i debutti nel 1965 al Teatro alla Scala nel Requiem di Mozart diretto da Herbert von Karajan, nel 1966 al Glyndebourne Festival Opera come Tamino ne Il flauto magico, nel 1967 alla Royal Opera House di Londra come Don Ottavio in Don Giovanni.
Dal 1980 al 1987 insegna all'University of Maryland, College Park e in seguito all'Università del Michigan a  Ann Arbor.
Nel 2015 riceve la National Medal of Arts.

## Discografia
- Debussy: Pelléas Et Mélisande - Pierre Boulez/Orchestra of the Royal Opera House, Covent Garden/Elisabeth Söderström, 1970 Sony
- Mozart: Cosi fan tutte - Erich Leinsdorf/New Philharmonia Orchestra/Leontyne Price/Tatiana Troyanos/Judith Raskin/Ezio Flagello/Sherrill Milnes, 1968 BMG RCA - Grammy Award for Best Opera Recording 1969
- Mozart: Requiem - Rafael Frühbeck de Burgos/Edith Mathis, EMI
- Stravinsky: Oedipus Rex - Igor Stravinsky, 1963 Sony
- Stravinsky: Pulcinella - Igor Stravinsky/Columbia Symphony Orchestra, 1966 Sony

## DVD
- Offenbach: Orpheus in der Unterwelt (Deutsche Oper Berlin, 1984) - Julia Migenes/Astrid Varnay/George Shirley, Arthaus Musik